# Codatractus alcaeus
Codatractus alcaeus är en fjärilsart som beskrevs av William Chapman Hewitson 1867. Codatractus alcaeus ingår i släktet Codatractus och familjen tjockhuvuden. Inga underarter finns listade i Catalogue of Life.

## Bildgalleri

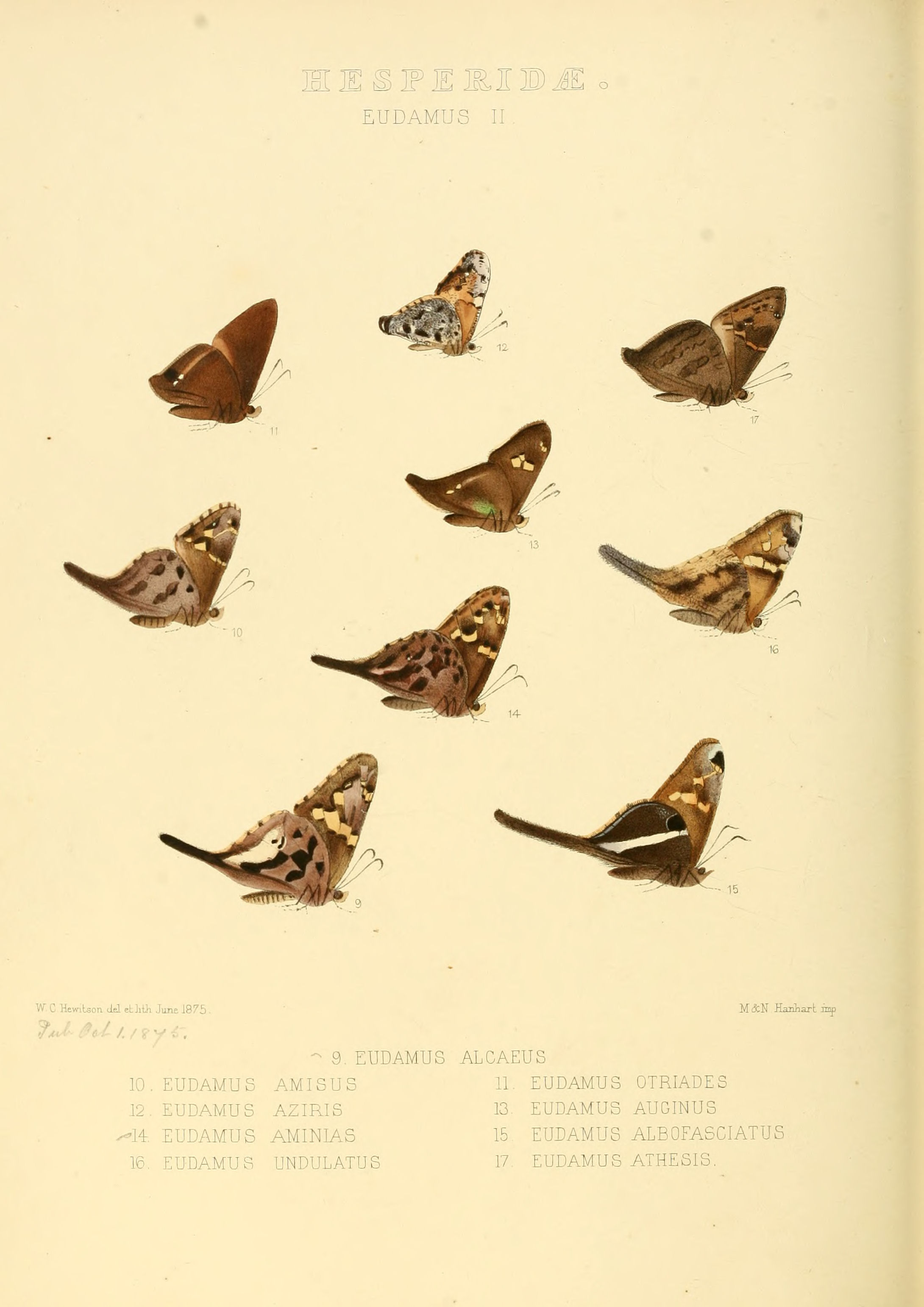